# Pallacanestro femminile ai IX Giochi panamericani
Il Campionato femminile di pallacanestro ai IX Giochi panamericani si è svolto dal 17 al 28 agosto 1983 a Caracas, in Venezuela, durante i IX Giochi panamericani. La vittoria finale è andata alla nazionale statunitense.

## Squadre partecipanti
- Brasile
- Canada
- Cuba
- Porto Rico
- Stati Uniti
- Venezuela

## Girone unico
| Squadra     | G | V | P | PF  | PS  | DP   |
| ----------- | - | - | - | --- | --- | ---- |
| Stati Uniti | 5 | 5 | 0 | 519 | 351 | +168 |
| Cuba        | 5 | 4 | 1 | 450 | 385 | +65  |
| Brasile     | 5 | 3 | 2 | 466 | 421 | +45  |
| Canada      | 5 | 2 | 3 | 393 | 349 | +44  |
| Venezuela   | 5 | 1 | 4 | 268 | 481 | -213 |
| Porto Rico  | 5 | 0 | 5 | 324 | 433 | -109 |

## Risultati
| Caracas 17 agosto 1983 | Brasile | 95 – 66 (56-34) | Porto Rico |  |

| Caracas 17 agosto 1983 | Canada | 92 – 64 | Venezuela |  |

| Caracas 19 agosto 1983                  | Stati Uniti | 107 – 92 (59-58) | Brasile |  |
| \| \| \| \| \| Miller 24 \| Punti \| \| |             |                  |         |  |
|                                         |             |                  |         |  |
| Miller 24                               | Punti       |                  |         |  |

| Caracas 19 agosto 1983 | Canada | 73 – 64 | Porto Rico |  |

| Caracas 20 agosto 1983, ore 16:00 | Cuba | 107 – 37 | Venezuela |  |

| Caracas 21 agosto 1983                   | Stati Uniti | 87 – 79 (51-32) | Canada |  |
| \| \| \| \| \| Woodard 22 \| Punti \| \| |             |                 |        |  |
|                                          |             |                 |        |  |
| Woodard 22                               | Punti       |                 |        |  |

| Caracas 21 agosto 1983 | Cuba | 84 – 61 | Porto Rico |  |

| Caracas 23 agosto 1983 | Brasile | 83 – 81 | Canada |  |

| Caracas 23 agosto 1983                  | Stati Uniti | 100 – 82 (43-38) | Cuba |  |
| \| \| \| \| \| Miller 30 \| Punti \| \| |             |                  |      |  |
|                                         |             |                  |      |  |
| Miller 30                               | Punti       |                  |      |  |

| Caracas 24 agosto 1983, ore 17:00 | Venezuela | 69 – 68 | Porto Rico |  |

| Caracas 25 agosto 1983, ore 13:00       | Stati Uniti | 113 – 33 (60-20) | Venezuela |  |
| \| \| \| \| \| Ingram 23 \| Punti \| \| |             |                  |           |  |
|                                         |             |                  |           |  |
| Ingram 23                               | Punti       |                  |           |  |

| Caracas 25 agosto 1983, ore 19:00 | Cuba | 103 – 95 | Brasile |  |

| Caracas 27 agosto 1983 | Cuba | 71 – 68 | Canada |  |

| Caracas 27 agosto 1983 | Brasile | 101 – 61 | Venezuela |  |

| Caracas 28 agosto 1983                   | Stati Uniti | 112 – 65 (58-37) | Porto Rico |  |
| \| \| \| \| \| Woodard 20 \| Punti \| \| |             |                  |            |  |
|                                          |             |                  |            |  |
| Woodard 20                               | Punti       |                  |            |  |

## Classifica finale
| Pos. | Squadra     | Formazione |
| ---- | ----------- | --- |
|      | Stati Uniti | Stati Uniti4 Hedges, 5 Cook, 6 Woodard, 7 Donovan, 8 Pollard, 9 Miller, 10 Lawrence, 11 Noble, 12 Mulkey, 13 Curry, 14 McGee, 15 Ingram, All. Fran Garmon             |
|      | Cuba        | Cuba4 Borrell, 5 Átiez, 6 Moret, 7 Bécquer, 8 Carrillo, 9 Despaigne, 10 Charro, 11 Coss, 12 Henry, 13 Cala, 14 Skeet, 15 McCarthy, All. Manuel Pérez                  |
|      | Brasile     | Brasile4 Hortência, 5 Branca, 6 Ani, 7 Solange, 8 Paula, 9 Elisa, 10 Soraya, 11 Marta Sobral, 12 Vânia Teixeira, 13 Suzete, 14 Daisy, 15 Vanda, All. Antônio Barbosa  |
| 4.   | Canada      | Canada4 Polson, 5 McAra, 6 Pendergast, 7 Huband, 8 Sealey, 9 Lang, 10 Bauer, 11 Sweeney, 12 Clarkson, 13 Kordic, 14 Blackwell, 15 Verrecchia, All. Don McCrae         |
| 5.   | Venezuela   | Venezuela4 Y. Meléndez, 5 Pannarale, 6 Espinoza, 7 Ereu, 8 Casado, 9 R. Meléndez, 10 Riera, 11 Cortez, 12 Valera, 13 Velasco, 14 Arteaga, 15 Cabrera, All. -          |
| 6.   | Porto Rico  | Porto Rico4 V. Camacho, 5 M. Rivera, 6 L. Camacho, 7 I. Benítez, 8 García, 9 L. Vázquez, 10 Mangual, 11 Meléndez, 12 Palermo, 13 Ewens, 14 J. Rivera, 15 Díaz, All. - |